# Ankarongana
Ankarongana is een plaats en commune in het noorden van Madagaskar, behorend tot het district Befandriana-Avaratra, dat gelegen is in de regio Sofia. Tijdens een volkstelling in 2001 telde de plaats 17.086 inwoners.
De plaats biedt naast lager onderwijs ook middelbaar onderwijs aan. 98 % van de bevolking werkt als landbouwer. De belangrijkste landbouwproducten zijn rijst en koffie; andere belangrijke producten zijn suikerriet en maniok. Verder is 2% actief in de dienstensector.